# Sinofranchetie čínská
Sinofranchetie čínská (Sinofranchetia chinensis) je druh rostliny z čeledi kokylovité (Lardizabalaceae) a jediný druh rodu Sinofranchetia. Je to dřevnatá liána s trojčetnými střídavými listy a drobnými květy v převislém hroznovitém květenství. Plodem je bobule. Druh je rozšířen ve střední a jihovýchodní Číně. Sinofranchetii je možno využít jako okrasnou liánu, pěstována je ale velmi vzácně.

## Popis
Sinofranchetia chinensis je opadavá, jednodomá nebo příležitostně i dvoudomá dřevnatá liána, pnoucí se do výšky 5 až 10 metrů. Zimní pupeny jsou kryté střechovitě se překrývajícími pupeny. Mladé větévky jsou ojíněné. Listy jsou tenké, papírovité, na rubu nasivělé, zpeřeně trojčetné, dlouze řapíkaté, s drobnými opadavými palisty, nahloučené. Žilnatina jednotlivých lístků je zpeřená, tvořená 6 až 7 páry postranních žilek.
Květy jsou drobné, jednopohlavné, uspořádané v mnohakvětých, úzkých, převislých, úžlabních hroznech dosahujících délky 15 až 30 cm. Samičí květy se nacházejí na bázi květenství a jsou o něco větší než samčí. Kalich je složený ze 6 zelenavě bílých, purpurově lemovaných plátků. Koruna je redukovaná a velmi drobná. V samčích květech je 6 volných tyčinek se širokými, dužnatými nitkami. Samičí květy obsahují 3 volné pestíčky, v nichž je asi po 20 vajíčkách uspořádaných ve  dvou řadách, a sterilní patyčinky. Blizny jsou drobné a nezřetelné. Plodem jsou bledě purpurově modré, nepukavé bobule o délce asi 2 cm. Plody jsou buď jednotlivé nebo po 2 či po 3 v souplodích, která jsou uspořádaná do hroznovitých, převislých plodenství. Semena jsou hnědá až šedočerná, vejcovitá, zploštělá, 4 až 6 mm dlouhá.

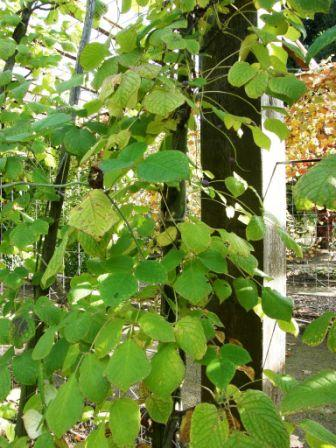
Olistění sinofranchetie
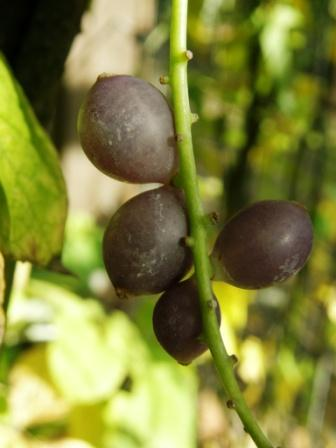
Plody sinofranchetie

## Rozšíření
Druh je rozšířen ve střední a jihovýchodní Číně. Roste v hustých lesích lemujících horská údolí, lesních okrajích a v keřové vegetaci. Je to třetihorní relikt.

## Význam
Sinofranchetii je možno pěstovat i v České republice jako okrasnou liánu, je však pěstována velmi zřídka. Pěstování a ošetřování je obdobné jako u podobné akébie. Druh je uváděn ze sbírek Dendrologické zahrady v Průhonicích, kde je vysazen v sekci popínavých rostlin.